# Jikji

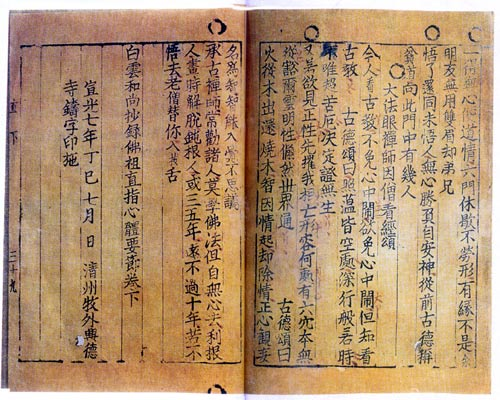
Ấn bản lưu trữ tại Thư viện Quốc gia Pháp.

Jikjisimcheyojeol (chữ Hán: 直指心體要節, Hán-Việt: Trực chỉ tâm thể yếu tiết, thường được viết gọn là Jikji), còn được gọi là Bạch Vân hòa thượng sao lục Phật tổ Trực chỉ tâm thể yếu tiết (Chữ Hán: 白雲和尙抄錄佛祖直指心體要節), là tài liệu bằng chữ Hán cổ nhất của thế giới được in bằng khuôn chì, có từ khoảng 70 năm trước khi cuốn Kinh thánh Gutenberg của Đức được Johannes Gutenberg xuất bản vào năm 1455. Jikji gồm tuyển tập các luận thuyết và bài giảng về đạo Phật được biên soạn bởi Thiền sư Bạch Vân Cảnh Nhàn (tông Lâm Tế) ngụ tại chùa Heungdeok-sa ở Cheongju, phía bắc tỉnh Chungcheong, Hàn Quốc vào năm 1377. Nguyên bản gồm có hai tập, nhưng chỉ còn lưu giữ được tập hai. Tài liệu hiện đang thuộc quyền sở hữu của Thư viện Quốc gia Pháp ở thủ đô Paris. Jikji đã được ghi vào danh sách Ký ức Thế giới (Memory of the World Register) vào tháng 9 năm 2001, trong một nỗ lực nhằm bảo tồn di sản mang tính chất tư liệu của sách thành một di sản chung của nhân loại.